# Arthur Strousberg

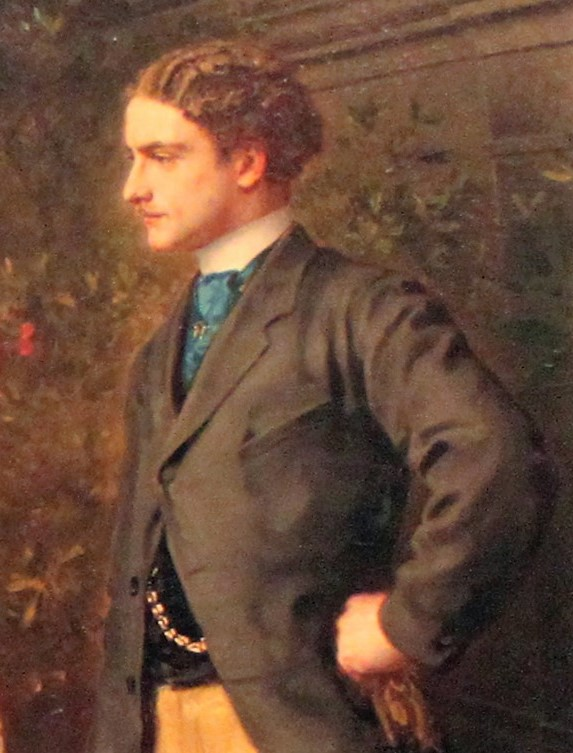
Arthur Strousberg, gemalt von Ludwig Knaus, 1870. Ausgeschnitten aus einem Porträt der ganzen Familie

Arthur Strousberg (* 15. Februar (nach anderen Quellen im Oktober) 1850 in London; † 22. November 1873 in Cannes; vollständiger Name: Arthur James Ferdinand Strousberg) war ein deutscher Rentier.
Er war der zweitälteste überlebende Sohn des Generalübernehmers, Großindustriellen und Verlegers Bethel Henry Strousberg (1823–1884) und dessen Ehefrau Mary Ann Swan (* 1828; † 1882 in Richmond, Warrington House).
Arthur Strousberg starb mit 23 Jahren an einem Lungenleiden während eines Kuraufenthaltes in Cannes. Er war seit dem 20. Juli 1871 verheiratet mit der Engländerin Josephine Bray, Tochter des Bauunternehmers Joseph Bray, einem Geschäftspartner Bethel Henry Strousbergs. Arthurs und Josephines einziges Kind, die Tochter Josephine Henrietta Mary, wurde am 5. Mai 1872 in Moholz (Oberlausitz) geboren. Nach seinem frühen Tod wurde Arthur Strousberg nach Berlin überführt und in der Gruft der Dorotheenstädtischen Kirche beigesetzt. Nach der Fertigstellung des Mausoleums Strousberg auf dem Alten St. Matthäus-Kirchhof in Berlin-Schöneberg wurde Arthur Strousberg hierher überführt.
Die Bedeutung Arthur Strousbergs für die Nachwelt liegt nicht in seiner Person begründet. Vielmehr verdient er als Sohn eines herausragenden deutsch-englischen Unternehmers (und Bankrotteurs) der Gründerzeit und darin als Gegenstand der väterlichen Repräsentation Aufmerksamkeit.
Arthur Strousberg wurde zusammen mit seinen Eltern und den Geschwistern 1870 von Ludwig Knaus porträtiert. Das künstlerisch und zeitgeschichtlich interessante Ölgemälde gehört heute der Stiftung Stadtmuseum Berlin und ist zumeist im Märkischen Museum am Köllnischen Park in Berlin zu sehen.

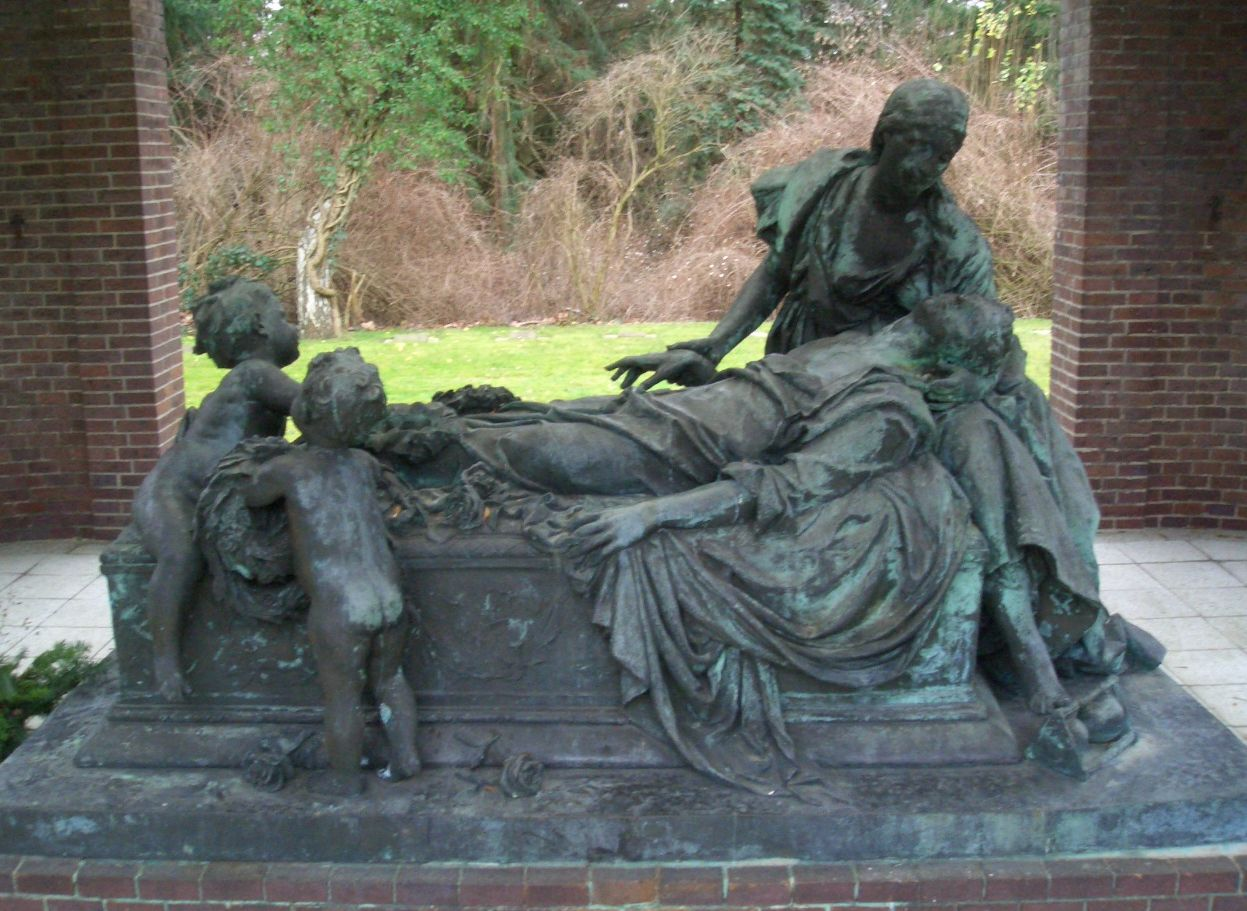
Grabdenkmal für Arthur Strousberg, geschaffen von Reinhold Begas

## Sarkophag
Ungleich bedeutender ist das 1873/1874 im Auftrag der trauernden Eltern von Reinhold Begas geschaffene Grabdenkmal für Arthur Strousberg. Es befindet sich seit etwa 1913 auf dem Landeseigenen Friedhof in Berlin-Reinickendorf, Humboldtstraße 74. Hier ist es als Gefallenendenkmal aufgestellt. Das leicht überlebensgroße, in Bronze gegossene Kunstwerk gehört zu den herausragendsten Plastiken der Kaiserzeit in Deutschland und erhielt auf der Weltausstellung 1900 in Paris eine hohe Auszeichnung. 
1990 wurde das Grabdenkmal für Arthur Strousberg im Rahmen der Ausstellung „Ethos und Pathos – Die Berliner Bildhauerschule 1786–1914“ im Hamburger Bahnhof in Berlin als ein zentrales Monument neubarocker Kunst des Historismus präsentiert. Der „Wiederentdecker der Berliner Bildhauerschule des 19. Jahrhunderts“, der Dahlemer Museumsdirektor Peter Bloch (1925–1994) und die Mitkuratorin der Ausstellung, Sibylle Einholz, widmeten der sepulkralen Plastik im Katalog besondere Aufmerksamkeit. Im Rahmen der im Herbst 2010 im Deutschen Historischen Museum in Berlin gezeigten Ausstellung „Reinhold Begas – Monumente für das Kaiserreich“ stellte das Denkmal wiederum einen Schwerpunkt dar.